# Acalypha andringitrensis
Acalypha andringitrensis är en törelväxtart som beskrevs av Jacques Désiré Leandri. Acalypha andringitrensis ingår i släktet akalyfor, och familjen törelväxter. Inga underarter finns listade i Catalogue of Life.